# Horisme nigrofasciata
Horisme nigrofasciata là một loài bướm đêm trong họ Geometridae.